# Hệ thống thông tin thị trường
Hệ thống thông tin thị trường (còn gọi là hệ thống thông tin thị trường, dịch vụ thông tin thị trường hoặc MIS và không bị nhầm lẫn với hệ thống thông tin quản lý) là hệ thống thông tin được sử dụng để thu thập, phân tích và phổ biến thông tin về giá cả và các thông tin khác có liên quan đến nông dân, người chăn nuôi, thương nhân, nhà chế biến và những người khác liên quan đến việc xử lý các sản phẩm nông nghiệp.  Hệ thống thông tin thị trường đóng một vai trò quan trọng trong chuỗi công nghiệp hóa và cung ứng thực phẩm.  Với sự tiến bộ của Công nghệ thông tin và truyền thông để phát triển (CNTT & TT) ở các nước đang phát triển, các cơ hội tạo thu nhập được cung cấp bởi các hệ thống thông tin thị trường đã được các tổ chức phát triển quốc tế, các tổ chức phi chính phủ (NGO) và các doanh nghiệp tìm kiếm.

## Các loại hệ thống thông tin thị trường
Có rất nhiều hệ thống thông tin thị trường hoặc dịch vụ.  Theo truyền thống, các nước OECD đã nhấn mạnh tầm quan trọng của việc cung cấp thông tin cho ngành nông nghiệp, một ví dụ đáng chú ý là dịch vụ được cung cấp bởi Bộ Nông nghiệp Hoa Kỳ (USDA).  Các hệ thống như vậy được sử dụng rộng rãi để tăng tính minh bạch và khối lượng thông tin chảy qua chuỗi cung ứng cho các sản phẩm nông nghiệp khác nhau.  Khả năng hệ thống thông tin thị trường cung cấp dịch vụ có giá trị được tăng cường cùng với sự phát triển của Internet và sự tiến bộ của thương mại điện tử (doanh nghiệp với doanh nghiệp (B2B), người tiêu dùng với người tiêu dùng, v.v.).  Cơ cấu ngành, độ phức tạp của sản phẩm và tính chất đòi hỏi của giao dịch nông nghiệp được coi là yếu tố quyết định sự phát triển của thương mại điện tử B2B trong nông nghiệp.

## Thông tin thị trường nông sản ở các nước đang phát triển
Ở các nước đang phát triển, các sáng kiến thông tin thị trường thường là một phần của các can thiệp rộng hơn và là một phần của chiến lược phát triển kinh doanh nông nghiệp và tiếp thị nông nghiệp mà nhiều chính phủ đang tích cực tham gia.  Người ta thường hiểu rằng các chuỗi giao dịch dài, thiếu minh bạch, thiếu tiêu chuẩn và không đủ khả năng tiếp cận thị trường cho các sản phẩm đã kéo dài thu nhập thấp ở các nền kinh tế chủ yếu là nông nghiệp.  Những nỗ lực ban đầu về cung cấp thông tin thị trường ở các nước đang phát triển có sự tham gia của các cơ quan chính phủ trong việc thu thập thông tin về giá và sắp xếp để thông tin này được phổ biến qua các tờ báo và đài phát thanh.  Thông tin được cung cấp thường không chính xác và thường đến tay nông dân quá muộn để sử dụng thực tế.  Các chính phủ thường cố gắng bao phủ quá nhiều địa điểm và nhiều dịch vụ bị sụp đổ sau khi hỗ trợ của nhà tài trợ ban đầu chấm dứt hoặc tìm cách đấu tranh cùng với rất ít tác động.  Hơn nữa, nó đã sớm nhận ra rằng việc cung cấp thông tin thị trường cho nông dân là không đủ.  Họ cần hỗ trợ để hiểu cách sử dụng thông tin đó.  Tuy nhiên, các tổ chức tài trợ, chẳng hạn như FAO, CTA, IICD, USAID, DFID, và Quỹ Bill và Melinda Gates, vẫn cam kết cải thiện hiệu quả trong chuỗi cung ứng thông qua việc cung cấp thông tin lớn hơn.  Việc sử dụng điện thoại di động ở các nước đang phát triển gần đây đã tạo cơ hội cho các dự án sáng tạo tận dụng kênh phân phối mới này để lấy dữ liệu quan trọng của thị trường vào tay nông dân và thương nhân, tận dụng khả năng SMS của điện thoại.  Sử dụng cái gọi là phương thức "đẩy" người nhận thông tin được xác định trên cơ sở dữ liệu và tự động nhận các tin nhắn liên quan đến họ.  Ngoài ra, phương pháp "kéo" cho phép nông dân và thương nhân thẩm vấn cơ sở dữ liệu của MIS.  Một nông dân có thể gửi tin nhắn SMS với sản phẩm và địa điểm mà anh ta quan tâm (ví dụ: cà chua; Nairobi) và nhận được trả lời ngay lập tức.  Một số dự án của Reuters, Nokia, Esoko, KACE, Manobi, AgRisk  và các dự án khác đã chứng minh tác động mà thông tin đó có thể gây ra.  Trong số các nhà tài trợ có một mối quan tâm mới trong việc thúc đẩy thương mại khu vực, đặc biệt là ở châu Phi, và thông tin thị trường được coi là một cách quan trọng để đạt được điều này.  Ví dụ về các dịch vụ được nhà tài trợ hỗ trợ là RATIN cho Đông Phi và RESIMAO Lưu trữ ngày 28 tháng 6 năm 2022 tại Wayback Machine cho Tây Phi.
Tuy nhiên, vẫn chưa rõ liệu MIS có thể được cung cấp trên cơ sở có lợi nhuận từ khu vực tư nhân hay không, do khó khăn trong việc trang trải hoàn toàn chi phí hoặc trên cơ sở bền vững của khu vực công, do lịch sử thu thập dữ liệu không chính xác và phổ biến dữ liệu sau này.  Để cố gắng giải quyết một số vấn đề này, một cách tiếp cận mới khiến người mua chịu trách nhiệm tải lên thông tin về giá qua SMS và tạo điều kiện giao dịch bằng cách tạo ra khả năng cho người bán liên hệ với người mua.  Những người khác đặt câu hỏi liệu các hệ thống chính thức có còn cần thiết hay không khi nông dân chỉ có thể liên hệ với thương nhân qua điện thoại.  Làm việc tại Bangladesh, Ấn Độ, Trung Quốc và Việt Nam cho thấy 80% nông dân hiện đang sở hữu điện thoại di động và họ sử dụng chúng để nói chuyện với nhiều thương nhân về giá cả và nhu cầu và để kết thúc giao dịch.  Một nghiên cứu ở Philippines  thấy nông dân sử dụng điện thoại di động đã báo cáo mối quan hệ được cải thiện với các đối tác thương mại của họ, có thể vì khả năng so sánh giá khiến họ tin tưởng người mua hơn.  Các nghiên cứu ở Nigeria  và Ấn Độ  chứng minh tác động của điện thoại di động trong việc giảm các biến đổi giá và tạo ra sự cân bằng lớn hơn giữa các thị trường.  Giới thiệu các ki-ốt và quán cà phê internet cung cấp thông tin giá bán buôn cho nông dân đã được chứng minh là tăng cường chức năng của thị trường nông thôn bằng cách tăng khả năng cạnh tranh của các thương nhân địa phương ở Ấn Độ.

## Tổ chức hỗ trợ
- CTA - Trung tâm kỹ thuật hợp tác nông nghiệp và nông thôn ACP-EU (CTA)
- FAO - Tổ chức Lương thực và Nông nghiệp (UN), Rome
- IFAD - Quỹ phát triển nông nghiệp quốc tế, Rome
- IICD - Viện truyền thông và phát triển quốc tế
- MCA - Tài khoản Thử thách Millenium
- CRS - Dịch vụ Cứu trợ Công giáo
- IITA - Viện nông nghiệp nhiệt đới quốc tế
- USAID - Cơ quan Phát triển Quốc tế Hoa Kỳ
- DFID - Bộ Phát triển Quốc tế của Vương quốc Anh
- Quỹ Bill và Melinda Gates
- CGIAR
- FARA - Diễn đàn nghiên cứu nông nghiệp ở Châu Phi, Accra.
- Tổ chức Grameen Seattle.
- Trung tâm nghiên cứu phát triển quốc tế (IDRC), Canada.
- Lòng thương xót
- Quỹ Rockefeller
- Hội nghị Liên hợp quốc về Thương mại và Phát triển (UNCTAD)
- CIHEAM - Trung tâm quốc tế về nghiên cứu nông học Địa Trung Hải tiên tiến

## Blog và các nhóm thảo luận
- Thúc đẩy dịch vụ thông tin thị trường thế hệ thứ hai (MIS) trong việc phát triển nhóm nền kinh tế
- Điện thoại di động trong Tập đoàn Nông nghiệp Google từ MobileActive08
- Thiết kế thị trường di động cho blog phát triển
- Tin tức Aginfo từ IAALD - bài đăng trên hệ thống thông tin thị trường